# Aythya innotata
La moretta del Madagascar (Aythya innotata Salvadori, 1894) è un'anatra tuffatrice estremamente rara del genere Aythya, in passato ritenuta estinta. Prima della riscoperta nel 2006, l'ultimo avvistamento confermato della specie avvenne sul lago Alaotra, sull'altopiano centrale del Madagascar, nel 1991. L'unico maschio incontrato venne catturato e allevato nei Giardini Botanici di Antananarivo fino alla sua morte un anno più tardi.

## Le minacce e il declino
Basandoci sugli appunti scritti da Webb e Delacour negli anni '20 e '30 sembra che l'uccello fosse ancora relativamente comune sul lago Alaotra (questi appunti danno anche un'idea di quanto sia cambiata da allora la regione del lago Alaotra).
Questo uccello iniziò probabilmente a diminuire drammaticamente tra la fine degli anni '40 e l'inizio degli anni '50 e la causa del declino fu l'introduzione di numerose specie di pesci nel lago, che uccisero la maggior parte degli anatroccoli delle morette; anche i siti di nidificazione, così come gli uccelli adulti, iniziarono ad essere vittima dei pesci introdotti. Le coltivazioni di riso, l'allevamento del bestiame sulle coste, i mammiferi introdotti (ratti), la pesca con tramagli e la caccia sono tutti fattori che fecero sparire completamente dal lago quest'anatra. L'ultimo avvistamento di un gruppo di questi uccelli sul lago Alaotra è del 9 giugno 1960, quando un piccolo stormo di circa 20 uccelli venne individuato sul lago. Nel 1960, nonostante la rarità della specie, venne ucciso un maschio, e quest'esemplare è ora conservato presso il Museo Zoologico di Amsterdam. Nel 1970 ci fu un avvistamento molto dubbio di un maschio nei pressi di Antananarivo.

## Ricerche recenti e riscoperta
Le ricerche intensive e le campagne pubblicitarie del 1989-1990, 1993-1994 e 2000-2001 hanno fallito nel tentativo di avvistare almeno uno solo di questi uccelli.
Comunque, uno stormo di nove adulti e quattro anatroccoli nati da poco fu scoperto su un lago in una remota area del Madagascar settentrionale nel novembre 2006 .
Nella Lista Rossa della IUCN del 2006 venne classificata come "probabilmente estinta"; in seguito alla riscoperta, venne riportata al suo vecchio status di criticamente minacciata nell'edizione del 2007.
Nel 2018 alcuni esemplari d'allevamento sono stati reintrodotti in natura.